# Sandy Point, New South Wales
Sandy Point este o suburbie în Sydney, Australia.